# مسجد الصبور
مسجد الصبور هو مسجد شيعي صغير تاريخي يقع في منطقة الزنج إحدى قرى البحرين. ويروي بعض الشيعة عن هذا المسجد أنه لا يقبل سقفاً مادام الإمام المهدي في غيبته فكلما يضعون الاسقف الثقيلة والمختلفة تختفي في الصباح التالي.

## قصته
وكان الشيخ محسن أحد رجال تلك القرية، وبينما كان في أحد الأيام يمشي متوجّها للصلاة في المسجد إذ رأى شخصاً عليه آثار الهيبة والجلالة يُصلّي في خربة فقال له: تفضل إلى المسجد وصلّ هناك فقال:لا إنّ هذا مسجد في الأصل فأمر أهل القرية أنْ يبنوا هذا المسجد فقال مَنْ أنت يا شيخ؟
قال: أنا صاحب الأمر، فتمسّك به وقبّل يديه فقال له دع عنك هذا وخط له موضع المسجد القديم وحدوده وأمره بجمع التبرعات من الأهالي لبناء مسجد محل الخربة، ولكن الشيخ محسن خاف من عدم تصديق الناس للقصة، وقال يا مولاي، إنّ أهل القرية يتهمونني بطلب الصدقة لنفسي إنْ طلبت المال لبناء المسجد فما العلامة التي أدفع فيها تهمهم؟
قال صاحب الأمر: إنّ هذا المسجد لا يقبل التسقيف ما دمت غائباً.

## رأي علماء الشيعة
إن جميع ما ذكر عن قصص هذا المسجد فإنها قصص متداولة عند عوام الشيعة في البحرين، ولكن علماء الشيعة لم يبدوا رأيهم في هذه القصة. يقول العالم الشيعي اللبناني علي الكوراني: